# Peđa Milosavljević
Predrag Peđa Milosavljević (en serbe cyrillique : Предраг Пеђа Милосављевић ; né le 4 février 1908 à Lužnice – mort le 25 janvier 1987 à Belgrade) était un peintre, un avocat, un diplomate, un dramaturge et un écrivain serbe. Il a été membre de l'Académie serbe des sciences et des arts.

## Biographie
Predrag Milosavljević est né le 4 février 1908 à Lužnice, près de Kragujevac, dans une famille d'enseignants originaire du Monténégro. Son père, Svetolik, s'intéressait à la littérature et éditait un magazine pour les enfants. En raison du métier de ses parents, Predrag Milosavljević fut amené à déménager fréquemment et il termina ses études élémentaires à Maren, près de Kavadar. En 1914, au début de la Première Guerre mondiale, son père fut mobilisé et sa mère rentra à Kragujevac où elle resta jusqu'à la fin du conflit. 
De 1919 à 1926, Peđa suivit les cours du lycée de Skopje ; son professeur de dessin, le peintre Hristifor Crnilović, lui donna le goût des beaux-arts. De 1926 à 1929, Peđa Milosavljević vécut avec sa famille à Belgrade où il termina ses études secondaires ; en 1927, il s'inscrivit à la Faculté de droit de l'université de Belgrade. Parallèlement, il fréquenta l'école de peinture de Jovan Bijelić, qui était un ami de sa famille, et il se lia avec Đorđe Popović, Pavle Vasić et Danica Antić qui suivaient également des cours de Bijelić.
Il exposa pour la première fois en 1929, au Salon d'automne de Belgrade, et, par la suite, il participa fréquemment au Salon de printemps des artistes yougoslaves. Il exposa également avec les artistes des groupes Oblik et Dvanaestorica, en Yougoslavie comme à l'étranger.
En 1933, il sortit diplômé de la Faculté de droit de Subotica et travailla au ministère des Affaires étrangères. De 1933 à 1947, il exerça la fonction de diplomate et, de 1947 à 1950, il travailla au Comité culturel et artistique du gouvernement de la République fédérative socialiste de Yougoslavie dans la section des échanges internationaux.
En 1972, il fut élu membre correspondant de l'Académie serbe des sciences et des arts et en devint membre de plein droit en 1976.

## Groupe Oblik
En 1926, avec ses collègues Petar Palavičini et Branko Popović, le peintre Jovan Bijelić forma le groupe Oblik, dont les membres fondateurs furent Petar Dobrović, Živorad Nastasijević, Toma Rosandić, Veljko Stanojević, Sreten Stojanović, Sava Šumanović et Marino Tartalja ; plus se joignirent à eux Ignjat Job, Zora Petrović, Ivan Radović, Mate Razmilović, Risto Stijović et l'architecte Dragiša Brašovan. Ova grupu su sačinjavali već afirmisani likovni umetnici. Pravila grupe su doneta na sednici od 8. novembra 1930. godine a Ministarstvo unutrašnjih poslova ih je potvrdilo 20. jul 1932. godine. Bien que n'étant pas formellement membre du groupe, Peđa Milosavljević lui était associé.

## Expositions
Au cours de sa vie, Predrag Peđa Milosavljević a participé à près de 200 expositions, individuelles ou collectives :
- 1943 : Londres, The Yugoslav House ;
- 1943 : Londres, St. Georges Gallery ;
- 1946 : Paris, Galerie Bosc ;
- 1951 : Belgrade, Musée national ;
- 1952 : Paris, Galerie André Weil ;
- 1953 : Belgrade, Pavillon des arts, Mali Kalemegdan ;
- 1953 : Bruxelles, Galerie Georges Giroux ;
- 1954 : Paris, Galerie André Weil ;
- 1955 : Bruxelles, Galerie Georges Giroux ;
- 1957 : Dubrovnik, Palais Sponza ;
- 1957 : Kragujevac, Musée national ;
- 1959 : Belgrade, Sala NO grada Beograda ;
- 1962 : Belgrade, Salon de la Moderna galerija ;
- 1963 : Le Caire, Musée des beaux-arts ;
- 1965 : Belgrade, Galerie du Dom omladine ;
- 1965 : Oslo, Nasjonalgalleriet ;
- 1965 : Skopje, Radnički dom-univerzitet ;
- 1966 : Belgrade, Galerie du Centre culturel ;
- 1968 : Belgrade, Galerie du Dom omladine ;
- 1968 : Sarajevo, Umetnička galerija ;
- 1968 : Mostar, Dom kulture ;
- 1968. Split, Galerija umjetnina ;
- 1968 : Zadar, Gradska loža ;
- 1972 : Belgrade, Salon du Musée d'art contemporain ;
- 1972 : Niš, Galerija saremene umetnosti ;
- 1974 : Dubrovnik, Umjetnička galerija ;
- 1974 : Budva, Moderna galerija i Galerija Santa Marija ;
- 1974 : Aranđelovac, Izložbeni paviljon ;
- 1975 : Novi Sad, Mali likovni salon ;
- 1975 : Zagreb, Izložbeni salon Doma JNA ;
- 1976 : Osijek, Galerija likovnih umjetnosti.

## Récompenses
- 1937 : Grand Prix de l'Exposition internationale de Paris ;
- 1959 : Prix de la Société des peintres de Serbie ;
- 1964 : Prix de la Commission des relations culturelles avec l'étranger ;
- 1964 : Prix du Musée d'art moderne à la 2de Triennale des beaux-arts ;
- 1966 : Prix d'octobre de la ville de Belgrade ;
- 1966 : Diplôme honorifique et prix de l'exposition de peinture de Casale Monferrato (Italie) ;
- 1967 : Prix de l'Exposition internationale de l'amitié en Europe ;
- 1970 : Prix du 7 juillet (Serbie) ;
- 1970 : Prix du Salon d'octobre de Belgrade ;
- 1972 : Premier de la colonie de peintres d'Ečka ;
- 1978 : Prix de la Société des peintres de Serbie ;
- 1979 : Prix du journal Politika ;
- 1986 : Prix du Conseil antifasciste de libération nationale de Yougoslavie (AVNOJ).

Une rue de Belgrade dans le quartier de Bežanijska kosa porte le nom du peintre.

## Ouvrages
En plus de ses œuvres picturales, Peđa Milosavljević s'est intéressé à la littérature et au journalisme. Il a publié plus de 200 essais, de nombreux catalogues et articles sur des artistes ainsi que plusieurs pièces de théâtre.
- Između trube i tišine, essais, Nolit, Belgrade, 1958.
- Mare serenitatis, Svijetlost, Sarajevo, 1964.
- Zopir, pièce de théâtre, Nolit, Belgrade, 1966.
- Samuilo, pièce de théâtre représentée à Ohrid en 1966.